# 양강석
양강석(Chris Yang)은 대한민국의 오카리니스트이며, 1996년 국내 통신(천리안) 동호회 '오카리나 사랑 모임'에서 악장을 역임하며 오카리나를 국내에 알린 1세대 오카리나 연주자로 연주 뿐 아니라 제작, 교육까지 다방면에서 활동하며 오카리나 문화를 대중들에게 전파하는 선구자 역할을 하였다. 그는 대학에서 작곡을 전공하고 1988년 38오디오(대표 김벌래, 88서울올림픽 음향감독)에 2년간 근무하며 100여 편의 무대음악과 음향작업에 참여하기도 한 엔지니어 겸 작곡가인 양강석은 2001년 국내 최초로 오카리나 음반을 취입하고 대극장 단독 콘서트도 열었다. 2006년 사단법인 한국오카리나협회를 설립하여 오카리나 문화를 제도권에 진입시켰으며 2010년엔 월드뮤직을 주창하며 한국우쿨렐레음악교육협회를 설립하고 회장을 역임하며 오카리나 외에도 우쿨렐레, 팬플루트, 카혼 등 월드뮤직의 다양한 매력을 대중들에게 전파하고 있다.
대한민국 오카리나의 역사를 쓰다
2001년 가스펠 음반 내 영혼의 멜로디(은혜의 멜로디) 1집에 이어 2002년 내 영혼의 멜로디(사랑의 멜로디 2집, 2004년 내 영혼의 멜로디(평화) 3집을 발표함으로 국내 오카리나의 새로운 장을 열었으며, 오카리나 컬렉션 오카리나 소곡집, 오카리나 연주곡집 2008년에는 이루마, 김정원등이 소속되어 있는 스톰프 뮤직과 음반 계약을 체결하고 피아니스트 최인영과 함께 프로듀싱을 한 오카리나 창작앨범 Fall in love with Ocarina, 2010년에는 아빠와 아기가 함께 듣는 오카리나 태교음반 Ocarina Lullaby 발매하였다. 2015년 겨울 크리스마스 캐롤음반 Ocarina for Carol, 2017년엔 9년만에 창작앨범 Ocarina Beyond를 발표하며 계속적인 음반작업과 활발한 연주활동을 펼치고 있다.
저서도 다양하다 2002년 발간한 즐겁게 배우는 오카리나교본은 현재 스테디셀러로 자리매김 하였고, 오카리나 소곡집, 오카리나 연주곡집, 내 영혼의 멜로디 오카리나 연주 등은 오카리나를 연주하는 사람들에게 좋은 소품곡집으로 사용되고 있다.
우쿨렐레 관련 저서로는 어린이를 위한 우쿨렐레의 비밀(2011년 발간), 나는 우쿨렐레 반주자다(2012년 발간) 그리고 나는 우쿨렐레 연주자다(2013년 발간)가 있으며, 우쿨렐레 입문자와 중급자들에게 길잡이가 되고 있다. 2017년에는 기타렐레와 우쿨렐레를 동시에 배울 수 있는 신개념의 교수법을 저술한 우쿨렐레 형님 기타렐레를 출간하여 음악교육계에 핫이슈를 만들고 있다. 특히 이 교본엔 부록으로 카혼 교본이 수록되었으며 카혼 악보를 개발하여 누구나 쉽게 이해할 수 있게 하였다.
영혼의 선율을 들려주다
2000년 국내 최초의 오카리나 퓨전 그룹 어울림을 결성하여 본격적인 전문연주자의 길로 접어들었고 2001년에는 KBS홀 대극장에서 열린 그가 떠날 콘서트 오프닝 무대에서 연주를 하며 많은 사람들에게 오카리나의 감동적인 선율을 들려주었다. 2002년에는 월드컵 공식 문화행사인 Folk & Modern II, 시민들을 위한 지하철예술무대, 토야테이블웨어페스티벌, 세계도자기비엔날레, 광주비엔날레의 초청연주 등 수백 회의 공연을 해왔다. 오카리나 연주자 최초로 대극장(서초구민회관) 독주 공연과 정기 연주회, 콘서트를 갖는 등 활발한 연주활동과 탄탄한 연주력으로 2007년에는 대구필하모닉 오케스트라와의 협연 등 다양한 장르를 소화, 2009년에는 군포시민회관, KBS 청주홀 등 오카리나의 꿈이라는 주제로 지방의 곳곳에도 오카리나의 맑은 선율을 들려주었다. 또한 그동안 부산여대 사회교육원, 공주영상대 평생교육원, 인천음악사회교육원 등에 출강하는 등 95년부터 현재까지 문화강좌와 전국의 세미나, 강습을 통해 오카리나 보급의 최일선에서 활동하며 후진을 양성하고 있어 교본의 집필, 악기 제작, 강습, 연주와 작곡까지 오카리나의 그랜드슬램을 달성하기도 했다는 평을 듣고 있다.

## 학력
수원과학대학교 작곡과 

## 이력
2001년 1집 내 영혼의 멜로디로 첫 데뷔하였고 2004년 주식회사 아마빌레뮤직 대표이사로 취임하였으며 2006년 사단법인 한국오라키나협회 회장 취임.
2011년 한국우쿨렐레음악교육협회 회장 취임하였고, 2015년 대한장애인보치아연맹 홍보이사로 임명되었다.

## 특이사항
- 2001년 1집 "내 영혼의 멜로디"로 데뷔
- 2002년 즐겁게 배우는 오카리나 교본 발간
- 2004년 주식회사 아마빌레 대표이사 취임
- 2006년 사단법인 한국오카리나협회 회장 취임
- 2007년 Fall In Love With Ocarina 발표
- 2011년 한국우쿨렐레음악교육협회 회장 취임
- 2015년 대한장애인보치아연맹 홍보이사 임명
- 2015년 캐럴음악 '더 캐럴 포 오카리나' 발표
- 2017년 8번째 정규앨범 Ocarina Beyond 발표

### 앨범
- 2001년 내 영혼의 멜로디 1집 : 은혜의 멜로디

- 국내 최초 오카리나 연주음반!
- 맑고 아름다운 오카리나 찬양연주를 듣고 있노라면 마치 푸른 초장 맑은 물가에 서 있는 듯한 은혜와 평안을 느끼게 된다.
- 2002년 내 영혼의 멜로디 2집 : 사랑의 멜로디

- 내 영혼의 멜로디 두번째 앨범
- 1집에 이어 크리스찬 뿐 아니라 일반인에게도 인기
- 2004년 오카리나 소곡집

- 오카리나 컬렉션1
- 오카리나 소곡집에서 아름다운 선율을 가진 14곡을 선곡!
- 오카리니스트 양강석의 연주와 반주가 같이 수록된 오카리나 소곡의 결정체!
- 2004년 오카리나 연주곡집

- 오카리나 컬렉션2
- 수준높은 곡들로 가득찬 오카리나 연주곡집에서 클래식을 엄선
- 오카리니스트 양강석의 연주와 피아노 반주가 같이 수록되어 있다.
- 2004년 내 영혼의 멜로디 3집 : 평화의 멜로디

- 내 영혼의 멜로디 세번째 앨범
- 함춘호(기타), 조재범(퍼커션), 채한성(건반), 이서강(첼로)이 참여
- 오카리나와 밴드의 절묘한 어울림.
- 2007년 Fall in Love with Ocarina

- 국내 최정상의 오카리나 연주자 양강석의 야심작 대자연의 숨결이 가득 담긴 오카리나의 무한한 세계에의 도전
- 2010년 Ocarina Lullaby

- 영혼을 맑게 울리는 생명의 소리!
- 국내 유일의 오카리나 연주자 양강석의 아빠와 함께 듣는 오카리나 태교음반
- 2015년 The Carol for Ocarina

- 오카리나로 들려주는 크리스마스 캐롤 연주, 우쿨렐레, 카혼, 퍼커션등 자그마한 악기가 함께여서 더욱 상쾌하고 발랄한 음반
- 2017년 Ocarina Beyond

- 아득하고 영롱한 오카리나의 선율 저 너머에는 무엇이 있을까
- 앨범 전곡을 작곡한 양강석의 창작 앨범

### 저서
- 내 영혼의 멜로디 오카리나 연주 (2002년)
- 즐겁게 배우는 오카리나 교본 (일신서적, 2002년)
- 재미있게 배우는 무당벌레 오카리나 레슨 (일신서적, 2004년)
- 오카리나 소곡집 (일신서적, 2004년)
- 오카리나 연주곡집 (일신서적, 2004년)
- 팬플루트 교본 (일신서적, 2004년)
- 내 영혼의 멜로디 오카리나 연주 (2005년)
- 오카리나를 위한 반주곡집 (2005년)
- 새롭고 재밌게 팬플루트 13관 (일신서적, 2006년)
- 새롭고 재밌게 킹 플루트 (일신서적, 2006년)
- 새롭고 재밌게 퀘나 교본 (일신서적, 2007년)
- 새롭고 재밌게 페니휘슬 (일신서적, 2007년)
- 즐겁게 재우는 뉴오카리나 교본 (2011년)
- 어린이를 위한 우쿨렐레의 비밀 (2011년)
- 나는 우쿨렐레 반주자다 (세바퀴 스텝모험) (일신서적, 2012년)
- 음악 교육 IQ 쑥쑥 나는 우쿨렐레 연주자다 (행복이 담긴 우쿨렐레 연주집) (일신서적, 2013년)
- 우쿨렐레 형님 기타렐레 (2017년)

### 연재
- 서울음악신문 : 양강석의 아마빌레 오카리나 따라하기 (2003년)
- 헤럴드뮤직신문 : 오카리나는 내친구 AMABILE 오카리나 연주하기 (2004년~2005년)
- 헤럴드뮤직신문 : 양강석의 불면 소리가 나는 킹플루트 (2005년~2007년)
- 헤럴드뮤직신문 : 교재용 관악기 시리즈 I 퀘나 (2007년~2008년)
- 에듀 클래식 : 양강석의 불면 소리가 나는 킹플루트 (2005년~2007년)
- 에듀 클래식 : 교재용 관악기 시리즈 II 페니휘슬 (2007년~2008년)
- 뮤직앤드림 : 학원 특강 플러스 킹플루트 (2008년~2009년)
- 시사음악신문 : 재미있고 신나는 킹플루트 (2005년~2007년)
- 시사음악신문 : 교재용 관악기 시리즈 I 페니휘슬 (2007년~2008년)
- 시사음악신문 : 특강악기 시리즈 오카리나를 배워봅시다 (2008년~2009년)
- 시사음악신문 : 특강악기 시리즈 II 퀘나 (2009년~2010년)
- 프라임음악신문 : 학원 특강 플러스 오카리나 앙상블 지도법 (2010년)

### 공연
- 2015년 : 양강석과 함께하는 희망의 월드뮤직 삼색 콘서트 - 광주
- 2015년 : 월드 뮤직 인 홍대
- 2016년 : 자연의 소리 우쿨렐레를 품은 오카리니스트 양강석 콘서트

## 홍보대사
- 2015년 대한장애인보치아연맹 홍보이사